# Lista najstarszych kościołów w Polsce
Lista zawiera zachowane (również w formie reliktów) świątynie katolickie wybudowane na terenie Polski w okresie od X do XII wieku. 

## Lista kościołów
Lista może być niekompletna, jeżeli możesz dodaj brakujące kościoły, koniecznie ze źródłem danych
| Rok powstania        | Zdjęcie | Nazwa                                                                                                  | Miasto     | Uwagi |
| -------------------- | ------- | --- | ---------- | --- |
| ok. 965              |         | Kaplica Maryi Panny przy Palatium na Ostrowie Tumskim, ob. Kościół Najświętszej Marii Panny w Poznaniu | Poznań     | Kaplica Maryi Panny w formie rotundy została wzniesiona przy Palatium na Ostrowie Tumskim z poł. X w. Kościół NMP powstał na jej fundamentach w poł. XV w. |
| ok. 970              |         | Katedra Gnieźnieńska                                                                                   | Gniezno    | Pierwsza chrześcijańska świątynia na terenie leżącym na podgrodziu na Wzgórzu Lecha została ufundowana za życia Mieszka I, a więc przed rokiem 992. Według tradycji przekazanej przez Jana Długosza fundatorką miała być Dąbrówka, pochowana tu w 977 roku. Odkryte relikty przedromańskiego kościoła grodowego Mieszka I, zachowane w podziemiach katedry, pozwalają określić jego formę przestrzenną jako tzw. rotundę prostą, składającą się z kolistej nawy o średnicy 9 metrów i apsydy wschodniej. Od strony północnej do rotundy dostawiony był aneks, być może o charakterze grobowym. Całość była orientowana na osi wschód–zachód. Kolejną fazę budowlaną reprezentuje drugi aneks, dobudowany do nawy rotundy od strony południowo-zachodniej. Dobudówkę tę ze względu na ukształtowanie przestrzenne i wielkość można interpretować jako aneks grobowy, w którym pochowano ciało świętego Wojciecha. Świątynia w obecnej formie powstała w XIV w. |
| ok. 970              |         | Rotunda Najświętszej Marii Panny na Wawelu                                                             | Kraków     | Według badaczy czteroabsydowa rotunda pełniła funkcję kaplicy pałacowej lub relikwiarzowej albo książęcego skarbca relikwiarzowego. W XIV w. wezwanie kaplicy zmieniono na św. św. Feliksa i Adaukta. Relikty budowli odkryto w 1911 r. i częściowo zrekonstruowano w 1917 r. |
| lata 80. X w.        |         | Bazylika archikatedralna Świętych Apostołów Piotra i Pawła w Poznaniu                                  | Poznań     | Pierwsza katedra była trójnawową bazyliką o długości około 40 m z pojedynczą wieżą rozszerzającą się w dolnej części od strony zachodniej. Wzorowana była na kościołach karolińskich (kościół klasztorny w Memleben). W wieży znajdowała się dwupiętrowa empora wysunięta w głąb kościoła od którego oddzielała ją dwuarkadowa galeria wsparta na pojedynczym filarze. Była to najprawdopodobniej loża książęca. Obecna gotycka katedra powstała w XIV–XV wieku, częściowo odbudowana i regotyzowana po zniszczeniach II wojny światowej. |
| ok. 1000             |         | Bazylika archikatedralna św. Stanisława i św. Wacława w Krakowie                                       | Kraków     | Pierwsza katedra tzw. chrobrowska, była poświęcona św. Wacławowi. Budowę świątyni rozpoczęto w związku z utworzeniem biskupstwa na zjeździe gnieźnieńskim. Była to bazylika trójabsydowa, której długość mogła wynosić nawet 45 m, a szerokość 21 m. |
| X/XI w.              |         | Kościół św. Wojciecha w Krakowie                                                                       | Kraków     | Podczas badań archeologicznych odsłonięto pod obecną budowlą relikty wcześniejszej, murowanej, z przełomu X i XI wieku. Obecna romańska świątynia powstała w 2. połowie XI lub na początku XII wieku. |
| II poł. XI w.        |         | Opactwo Benedyktynów w Tyńcu                                                                           | Kraków     | Opactwo, usytuowane na wapiennym Wzgórzu Klasztornym nad Wisłą, ufundował najprawdopodobniej Kazimierz I Odnowiciel w 1044 r. Jednak część badaczy uważa, że opactwo tynieckie dla benedyktynów obecnych wcześniej w Krakowie ufundował dopiero syn Kazimierza Odnowiciela, Bolesław II Szczodry. W II połowie XI w. powstał zespół romańskich budowli: trójnawowa bazylika oraz zabudowania klasztorne. |
| XI/XII w.            |         | Bazylika katedralna Wniebowzięcia Najświętszej Maryi Panny w Płocku                                    | Płock      | Pierwotną drewnianą świątynię wzniósł prawdopodobnie Bolesław Śmiały lub jego brat Władysław Herman po 1075 r, kiedy utworzono diecezję płocką. Miał być w niej pasowany na rycerza Bolesław Krzywousty. W 1130 na miejscu pierwszej, zburzonej katedry, biskup płocki Aleksander z Malonne przystąpił do budowy nowej, okazałej świątyni. Została ona konsekrowana w 1144. Została ona wzniesiona ze starannie opracowanych ciosów granitowych (ciosy licowe były kwadratowe lub prostokątne o wymiarach: w warstwie niższej do 36 cm długości i do 21 cm wysokości, oraz w warstwie wyższej do 65 cm długości i do 32 cm wysokości). Była to trójnawowa, zapewne dwuchórowa bazylika z transeptem i prezbiterium zakończonym apsydą. Chór zachodni flankowały dwie wieże. |
| 1079-1098            |         | Kościół św. Andrzeja w Krakowie                                                                        | Kraków     | Kościół zbudowano w latach 1079–1098, z fundacji palatyna Sieciecha. Był główną świątynią osady Okół. Znajdował się początkowo pod patronatem benedyktynów z opactwa w Sieciechowie, a potem z Tyńca. |
| koniec XI w.         |         | Kościół św. Jana Jerozolimskiego za murami w Poznaniu                                                  | Poznań     | Pierwszy kościół w tym miejscu został wzniesiony pod koniec XI wieku pod wezwaniem Michała Archanioła. Obecna budowla miała swoje początki na przełomie XII i XIII wieku, i stała się jedną z najwcześniej wybudowanych ceglanych budowli sakralnych w Polsce. Była jednak modyfikowana, a dopiero podczas XX-wiecznych renowacji odzyskała swój romański charakter. |
| XI w., I poł. XII w. |         | Kościół Narodzenia Najświętszej Marii Panny w Lubiniu                                                  | Lubiń      | Podczas prac archeologicznych ujawniono fragmenty kościoła i fosy z XI w., z nieznanych przyczyn ta pierwsza budowa została jednak przerwana. Druga fundacja miała miejsce za panowania Bolesława Krzywoustego w I. poł. XII w. W 1145 w nowo zbudowanym kościele pw. Najświętszej Marii Panny poświęcono ołtarz. |
| 1120-1140            |         | Bazylika kolegiacka św. Piotra i Pawła w Kruszwicy                                                     | Kruszwica  | Pierwotnie kolegiata była prawdopodobnie siedzibą biskupstwa, które około 1148 przeniesiono do Włocławka. Za inspirację dla projektu świątyni posłużył kościół śś. Piotra i Pawła w Hirsau. Jest trójnawową, filarową bazyliką zbudowaną na planie krzyża łacińskiego. Wzniesioną ją z granitu i piaskowca. Posiada pięć absyd o różnej wielkości i jedną ceglaną wieżę. Mimo poczynionych zmian stanowi jeden z najlepiej zachowanych zabytków romańskich w Polsce i jest najstarszym zachowanym kościołem na Kujawach. |
| lata 40-60 XII w.    |         | Kolegiata w Tumie                                                                                      | Tum        | Kolegiata została konsekrowana w 1161 roku, jednak historia kościoła sięga X wieku, kiedy miało na jej miejscu stanąć opactwo benedyktynów Najświętszej Maryi Panny i św. Aleksego, prawdopodobnie pierwsze na terenach Polski. W świetle nowszych studiów założenie to najwcześniej wiązać możemy z II poł. XI w. W latach 1181-1547 w kolegiacie zwoływano synody prowincjonalne. Odbudowa świątyni po zniszczeniach w wyniku II wojny światowej przywróciła jej styl romański i gotycki. |
| XII w.               |         | Kościół św. Jana Chrzciciela w Siewierzu                                                               | Siewierz   | Świątynia ta została zbudowana prawdopodobnie w 1144 lub 1164 z fundacji Piotra Dunina Własta – fundatora 70 kościołów. Kościół wykonany jest z kamienia ciosanego, w stylu romańskim, ze sklepieniem burgundzkim - uwiarygadnia to okres jego powstania; najpóźniej w XII wieku. |
| XII w.               |         | Kościół św. Idziego w Inowłodzu                                                                        | Inowłódz   | Świątynię według nowożytnej płyty inskrypcyjnej wybudowano w 1082 z fundacji Władysława Hermana, jednak w rzeczywistości pochodzi ona prawdopodobnie z XII w. (najpóźniej z 1138) i jest fundacją Bolesława Krzywoustego[potrzebny przypis]. Świątynię wymienia również Jan Długosz, podając rok 1086 jako datę fundacji. Kościół został zrekonstruowany w latach 1936-1938 przez Adolfa Szyszko-Bohusza. |
| XII w.               |         | Rotunda św. Mikołaja w Cieszynie                                                                       | Cieszyn    | Przeprowadzone w latach 2013—2016 badania archeologiczno-architektoniczne budowli datują jej powstanie na XII w. Rotundę poddano modernizacji w XIX wieku, lecz podczas konserwacji w XX wieku przywrócono kościołowi cechy architektury romańskiej. |
| XII/XIII w.          |         | Rotunda św. Prokopa w Strzelnie                                                                        | Strzelno   | Zapis w kronikach Jana Długosza podaje datę 16 marca 1133 jako dzień konsekracji rotundy. Ostatnie badania archiwalne wskazują na równoczesny czas ukończenia rotundy i pobliskiego kościoła norbertanek (lata 20. XIII w.) |
| XII/XIII w.          |         | Kościół Świętej Trójcy i Najświętszej Marii Panny w Strzelnie                                          | Strzelno   | Budowę kościoła z granitowych kostek rozpoczęto w XII wieku i ukończono dopiero w połowie XIII wieku. W 1216 miała miejsce jego uroczysta konsekracja. W późniejszym czasie kościół zbarokizowano. |
| XII/XIII w.          |         | Kościół św. Jakuba w Sandomierzu                                                                       | Sandomierz | Odnalezione ruiny wskazują, że na przełomie XII i XIII wieku istniał już w tym miejscu pierwszy kościół, który jednak po przybyciu do Sandomierza dominikanów został zastąpiony nową świątynią w XIII wieku. |
| XII/XIII w.          |         | Opactwo Cystersów w Sulejowie                                                                          | Sulejów    | Konsekracja pierwszego kościoła klasztornego według miejscowej tradycji odbyła się 8 sierpnia 1178 roku. W początku XIII wieku przystąpiono do budowy nowego kościoła, pod wezwaniem NMP i św. Tomasza Kantuaryjskiego. Jego konsekracji dokonał w 1232 roku arcybiskup gnieźnieński Pełka. Następnym krokiem była budowa kapitularza, którą zakończono około połowy XIII wieku. |
| XII/XIII w.          |         | Archiopactwo Cystersów w Jędrzejowie                                                                   | Jędrzejów  | Klasztor w Brzeźnicy założono w 1140 r. Uroczystej konsekracji nowego kościoła, poświęconego Wniebowziętej Najświętszej Maryi Pannie, patronce zakonu cysterskiego, dokonał w 1210 roku biskup krakowski Wincenty Kadłubek. |
| XII/XIII w.          |         | Kościół Imienia Najświętszej Maryi Panny w Inowrocławiu                                                | Inowrocław | Powstanie kościoła datuje się na koniec XII lub początek XIII wieku. Fundator ani dokładny czas budowy nie są znane. Najprawdopodobniej kościół zaczęto budować w drugiej połowie XII wieku z fundacji księcia Leszka, syna Bolesława Kędzierzawego, dzięki dochodom z produkcji soli. Na początku wzniesiono kamienną nawę i prezbiterium. Jego fundamenty celowo posadowiono na pięciu symetrycznie ułożonych szkieletach. Prawdopodobnie związane było to z chrześcijańskim kultem relikwii, splątanym w ówczesnej religijności ludowej z pogańskim kultem tzw. "ofiary budowlanej". Ceglane wieże powstały w drugiej fazie budowy, na początku XIII wieku. |